# Carmelit
Carmelit (hebr. כרמלית) – podziemna linia kolei linowo-terenowej działająca w Hajfie w Izraelu.

## System
W związku z faktem, iż miasto Hajfa w dużej mierze położone jest na Górze Karmel, w 1959 powstał Carmelit, czyli kolejka linowo-terenowa wożąca pasażerów w górę i dół Góry Karmel. Pojazdy kolejki są pochylone w taki sposób, żeby można było swobodnie wsiąść do pojazdu.

## Najmniejsze metro świata
Mimo że Carmelit jest kolejką linowo-terenową, całkowicie znajduje się pod ziemią; w związku z tym nazywany jest najmniejszym metrem na świecie. Trasa kolejki obejmuje 1,8 km i znajduje się na niej 6 przystanków. W skład taboru wchodzą 4 pojazdy oraz dwie lokomotywy z przodu i tyłu kolejki. Kolejka porusza się ruchem wahadłowym. Długość podróży od stacji początkowej do końcowej wynosi 8 min.
Chociaż istnieje jeszcze mniejsze metro na świecie w Stambule o nazwie Tünel, o długości 573 m i o dwóch stacjach, to metro Carmelit nadal uznawane jest za najmniejsze, ponieważ Stambuł posiada inny oddzielny system komunikacji podziemnej.

## Carmelit dzisiaj
Niewielka liczba stacji Carmelitu sprawia, że nie jest on najpopularniejszym i najefektywniejszym środkiem transportu w Hajfie. W latach 60. był bardzo efektywnym sposobem pokonania znacznych wysokości w mieście, ale dzisiaj wobec rozwoju linii autobusowych jego znaczenie jest marginalnie. Oblicza się, że dziennie z systemu Carmelit korzysta 2 tys. osób. Z powodu problemów finansowych w roku 1986 Carmelit został zamknięty, ale znów zaczął działać w 1992. Jednakże z powodu małego zainteresowania tym środkiem transportu pomiędzy 1992 a 2003 zarządzający Carmelitem, czyli miasto Hajfa, straciło 191 milionów szekli. Mimo strat Carmelit nadal działa, ponieważ jest atrakcją turystyczną Hajfy.
Carmelit jest jedynym systemem metra w Izraelu. Od 2011 w budowie jest system metra w Tel Awiwie.

## Stacje

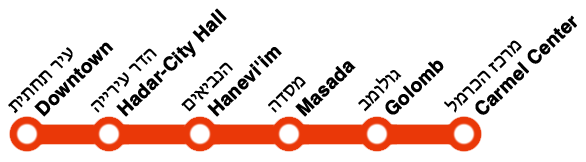
Schemat linii

Karmelit miał za zadanie połączyć Śródmieście z osiedlem mieszkalnym położonym na stoku Góry Karmel.
- Gan HaEm („ogród matki”) – znajduje w dzielnicy mieszalnej w centralnej Hajfie, w okolicach jest ZOO, muzeum Japonii, muzeum Mane Katz, kawiarnie i sklepy
- Bnei Zion („synowie Syjonu”) – okolica ulicy Golomb, szpitalu Rothschilda oraz Mauzoleum Baba
- Massada – okolice ulic Massada i Nordau, blisko muzeum przyrodniczego
- HaNevi’im („prorocy”) – okolice ulic HaNevi’im, Herzl i HeHalutz, blisko muzeum miasta Hajfy
- Solel Bone – okolice ratusza w Hajfie
- Kikar Pariz (Plac paryski) – okolice budynków rządowych i sądu, ulica HaAtzmaut, blisko do dworca centralnego, Muzeum Kolei w Izraelu[4]